# Bedřich Ščerban
Bedřich Ščerban (* 31. Mai 1964 in Jihlava, Tschechoslowakei) ist ein ehemaliger tschechischer Eishockeyspieler, der seit 2008 General Manager des HC Dukla Jihlava ist.

## Karriere
Bedřich Ščerban begann seine Karriere als Eishockeyspieler in seiner Heimatstadt in der Nachwuchsabteilung von ASD Dukla Jihlava, für dessen Seniorenmannschaft er zwischen 1983 und 1991 in der 1. Liga, der höchsten tschechoslowakischen Spielklasse, aktiv war. In den Spielzeiten 1984/85 und Saison 1990/91 gewann er mit Dukla Jihlava jeweils den tschechoslowakischen Meistertitel. Er selbst konnte vor allem in der Saison 1990/91 mit neun Toren und zwölf Vorlagen in 51 Spielen überzeugen und erhielt den Zlatá hokejka als bester tschechoslowakischer Eishockeyspieler. Darüber hinaus wurde er in das All-Star Team der 1. Liga gewählt. Die Saison 1991/92 verbrachte der Verteidiger bei Tappara Tampere aus der finnischen SM-liiga. Anschließend blieb er in Nordeuropa und wechselte zur Saison 1992/93 zum Brynäs IF aus der schwedischen Elitserien. Mit seinem neuen Klub wurde er auf Anhieb Schwedischer Meister. In der Saison 1994/95 wurde er zudem Vizemeister mit Brynäs. Zur Saison 1996/97 kehrte Ščerban in seine Heimat zurück und lief zunächst für den HC Petra Vsetín in der tschechischen Extraliga auf, die nach Teilung der Tschechoslowakei 1993 gegründet wurde. Die Spielzeit beendete er jedoch bei seinem Heimatverein HC Dukla Jihlava, der ebenfalls in der Extraliga spielte. 
Von 1997 bis 2000 stand der dreifache Olympiateilnehmer bei den Moskitos Essen unter Vertrag, mit denen er zunächst an der zweitklassigen Eishockey-Bundesliga teilnahm, ehe Ščerban als Zweitligameister mit Essen in der Saison 1998/99 den Aufstieg in die Deutsche Eishockey Liga erreichte. In dieser stand er in der Saison 1999/2000 für Essen auf dem Eis, konnte dort in seinem ersten DEL-Jahr jedoch nicht vollends überzeugen, sodass er in die 2. Eishockey-Bundesliga zum EHC Freiburg wechselte. Mit Freiburg stieg er in der Saison 2002/03 ebenfalls als Zweitligameister in die DEL auf. Wie bei seinem ersten Anlauf in der DEL konnte er sich in der Saison 2003/04 nicht vollends in der höchsten deutschen Spielklasse durchsetzen, sodass er nur auf 23 Hauptrunden-Einsätze kam. In den Play-downs unterlag er mit Freiburg schließlich den Hannover Scorpions, was den direkten Wiederabstieg für den EHC bedeutete. Die Saison 2004/05 begann er beim HC Berounští Medvědi in der zweiten tschechischen Spielklasse. Nach nur zwölf absolvierten Spielen schloss Ščerban sich dem Ligarivalen SK Horácká Slavia Třebíč an, bei dem er die folgenden zweieinhalb Jahre verbrachte. Zuletzt spielte der langjährige Nationalspieler in der Saison 2007/08 für seinen Heimatverein Dukla Jihlava, der in der Zwischenzeit ebenfalls in die zweitklassige 1. Liga abgestiegen war. Aufgrund einer schweren Erkrankung am Pfeiffer-Drüsenfieber beendete Ščerban seine Karriere im Alter von 43 Jahren und fungierte für den Rest der Spielzeit als Assistenztrainer.
Seit März 2008 ist Ščerban General Manager von Dukla Jihlava. Am 19. Dezember 2013 wurde er in die Tschechische Eishockey-Ruhmeshalle aufgenommen.

### International
Für die Tschechoslowakei nahm Ščerban an den Weltmeisterschaften 1987, 1989, 1990, 1991 und 1992 teil. Zudem stand er im Aufgebot der Tschechoslowakei bei den Olympischen Winterspielen 1988 in Calgary und 1992 in Albertville. 1987 nahm er mit seinem Land zudem am Canada Cup teil. Bei den Weltmeisterschaften 1987, 1989, 1990 und 1992 gewann er mit seiner Mannschaft ebenso die Bronzemedaille wie bei den Olympischen Winterspielen 1992. 
Für Tschechien nahm er an den Weltmeisterschaften 1993, 1994 und 1995 teil. Darüber hinaus stand er im Aufgebot seines Landes bei den Olympischen Winterspielen 1994 in Lillehammer. Bei der WM 1993 gewann er mit Tschechien die Bronzemedaille.

## Erfolge und Auszeichnungen
| - 1985 Tschechoslowakischer Meister mit ASD Dukla Jihlava - 1991 Tschechoslowakischer Meister mit ASD Dukla Jihlava - 1991 1. Liga All-Star Team - 1991 Zlatá hokejka - 1993 Schwedischer Meister mit Brynäs IF - 1999 Meister der Eishockey-Bundesliga und Aufstieg in die DEL mit den Moskitos Essen | - 2001 Bester Verteidiger der 2. Bundesliga - 2002 Bester Verteidiger der 2. Bundesliga - 2003 Meister der 2. Bundesliga und Aufstieg in die DEL mit dem EHC Freiburg - 2006 Bester Verteidiger der 1. Liga - 2007 Bester Verteidiger der 1. Liga |

### International
| - 1987 Bronzemedaille bei der Weltmeisterschaft - 1989 Bronzemedaille bei der Weltmeisterschaft - 1990 Bronzemedaille bei der Weltmeisterschaft | - 1992 Bronzemedaille bei den Olympischen Winterspielen - 1992 Bronzemedaille bei der Weltmeisterschaft - 1993 Bronzemedaille bei der Weltmeisterschaft |